# Foresta atlantica dell'Alto Paraná-Paranaíba
L'ecoregione delle foreste dell'Alto Paraná e Paranaíba fa parte più generalmente dell'ecosistema della Mata Atlântica. Secondo la classificazione delle ecoregioni terrestri messa a punto dal WWF, è identificata dal codice NT0150, nel bioma delle foreste pluviali di latifoglie tropicali e subtropicali all'interno dell'ecozona neotropicale. Comprende una regione che parte dal nord-est dello stato di San Paolo in Brasile, e si estende fino al sud-est del Paraguay e la provincia di Misiones, in Argentina.

## Territorio

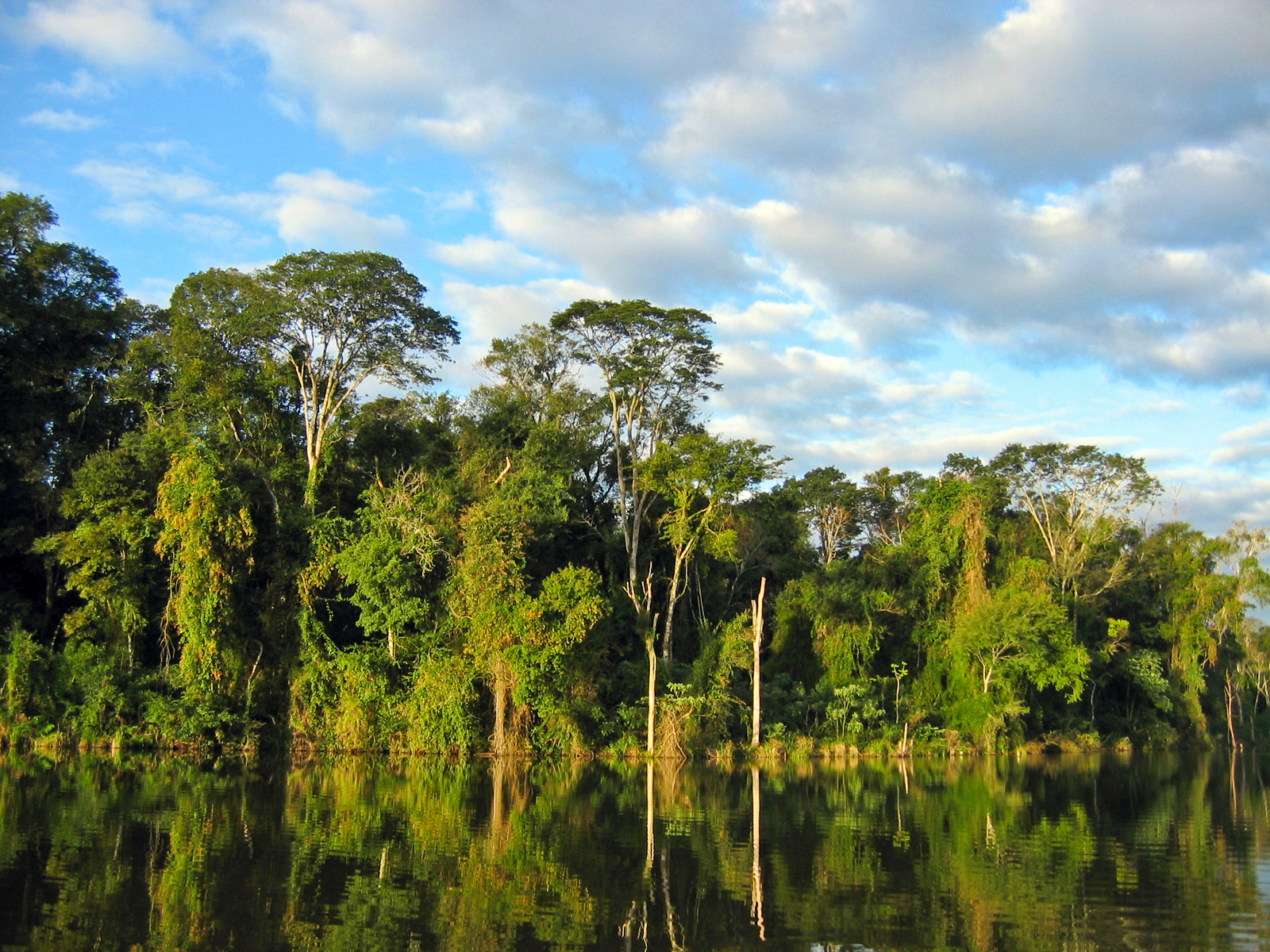
Foresta nel Paraguay

Comprende un'area di 471.204 km² della parte alta dei bacini dei fiumi Paraná e Paranaíba e è uno degli ecosistemi più minacciati nel mondo. Una parte dell'Uruguay centro settentrionale è stata riconosciuta all'interno dei questa ecoregione. In Brasile resta meno del 5% di quella che era la sua area originale e la maggior parte è costituita da frammenti di piccole dimensioni, composti da foresta secondaria rigenerati dopo il disboscamento.
Il clima, secondo la classificazione dei climi di Köppen-Geiger, passa dal clima tropicale con stagione fredda (Aw), nel Nordest dello stato di Sao Paulo, fino al clima subtropicale (Cf), nel sud del Brasile e dell'Argentina.

## Flora
La forma di vegetazione predominante è quella della foresta stagionale semi-decidua, con alcune variazioni che dipendono dal tipo di suolo e permettono l'emergenza anche di specie di palmito (içara), per esempio. A altezze più elevate, questa vegetazione lascia spazio alla foresta umida di Araucaria, a sud e sud-est, e al Cerrado, al nord.

## Fauna
La fauna è molto diversificata, con alcuni casi particolarmente rilevanti nel caso dei grandi mammiferi, come il giaguaro, il puma, il tapiro e il cervo del Pantanal. Sono state registrate più di 500 specie di uccelli in questa ecoregione, alcune piuttosto rare al giorno d'oggi, come la aquila arpia e l'amazzone vinata. Una specie di arara della regione si è ormai estinta, la ara glauca. La regione ospita anche uno dei primati più minacciati del mondo, il leontocebo dalla groppa rossa.

## Conservazione

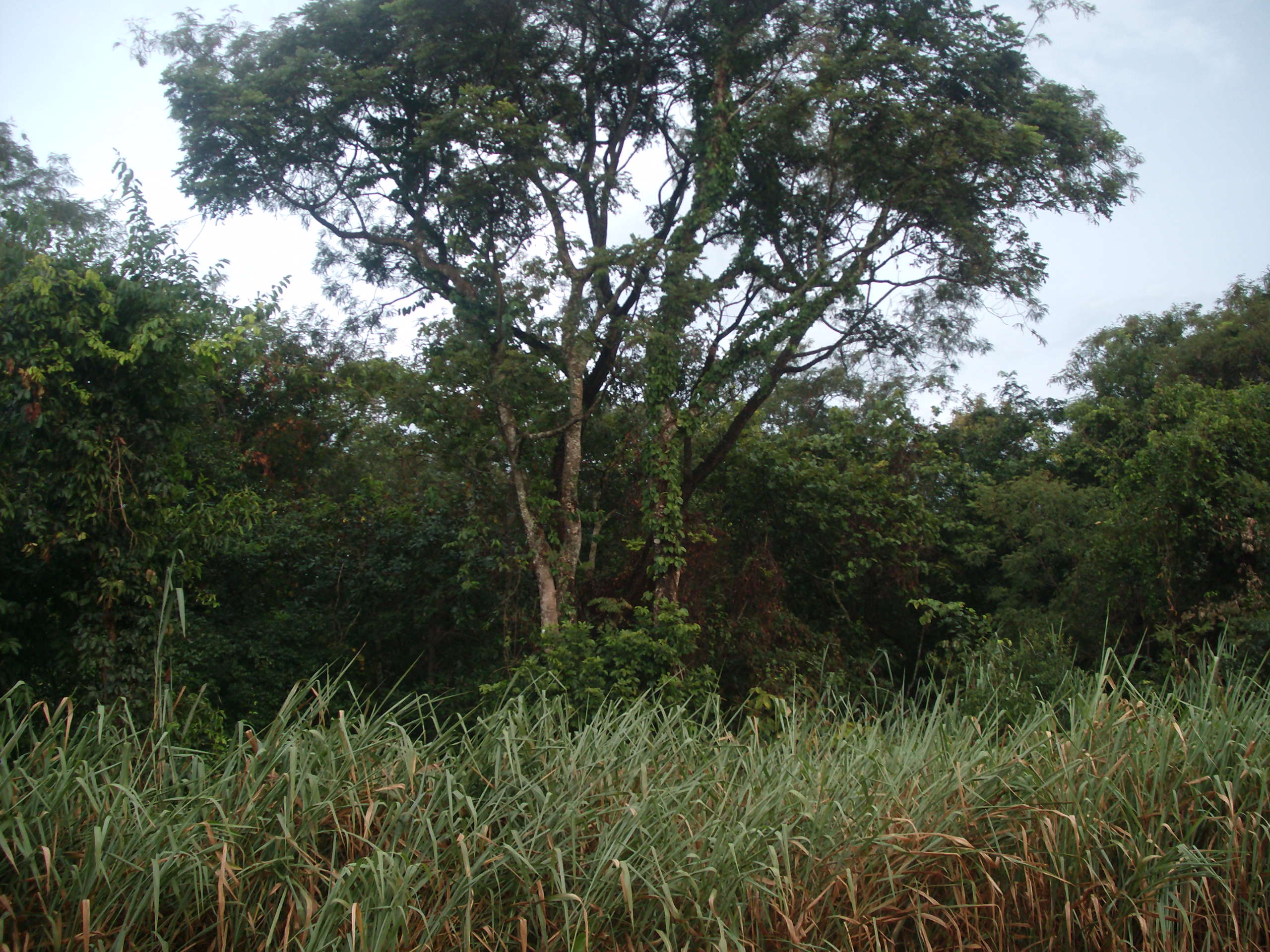
Foresta degradata a Santa Fé do Sul, Brasile.

Dei più di 400.000 km² di estensione originale, resta solo il 7,8%, per la maggior parte in Argentina. In Brasile, resta solo il 2,7% (7.712 km²), incluso il Parco nazionale dell'Iguaçu, il Parco statale del Morro do Diabo e il Parco statale di Turvo, mentre la parte restante è frammentata in pareclle molto minori, spesso al di sotto dei 100 ettari. Questa frammentazione pregiudica seriamente la conservazione, sia per l'isolamento delle parcelle, sia per gli effetti associati alla dimensione ridotta, com l'effetto bordo. In Argentina, nella provincia di Misiones, resta circa il 50% della copertura originale, raggiungendo un totale di 11.230 km². Le rimanenze di quest'area formano un immenso corridoio verde di 11.000 km², che sono di grande importanza strategica nella conservazione della foresta dell'Alto Paraná. In Paraguay, malgrado si tratti di una area significativa di 11.520 km², le parcelle sono costituite da aree limitate, poco collegate tra di loro e rappresentano circa il 13,5% della copertura originale.

### Corridoio ecologico trinazionale
Visto il grado di frammentazione di questa ecoregione e la sua enorme biodiversità, è stata proposta l'istituzione di un "corridoio biologico transnazionale" unendo i frammenti di foresta tra Brasile, Argentina e Paraguay. Il corridoio avrebbe un'area totale di 5.700 km² e una grande utilità per la conservazione della biodiversità del Cono Sud.
| Area protetta                                      | Paese/Stato                         | Area(ettari) |
| -------------------------------------------------- | ----------------------------------- | ------------ |
| Parco nazionale dell' Iguaçu                       | Brasile/Paraná                      | 170.000      |
| Parco statale di Turvo                             | Brasile/Rio Grande do Sul           | 17.000       |
| Parco statale delle Várzeas del Rio Ivinhema       | Brasile/Mato Grosso do Sul          | 73.000       |
| Stazione ecologica Caiuá                           | Brasile/Paraná                      | 1.427        |
| Parco nazionale di Ilha Grande                     | Brasile/Paraná e Mato Grosso do Sul | 78.000       |
| Parco statale del Morro do Diabo                   | Brasile/San Paolo                   | 34.000       |
| Riserva forestale Lagoa São Paulo                  | Brasile/San Paolo                   | 945          |
| Parco state del rio do Peixe                       | Brasile/San Paolo                   | 7.720        |
| Parco statale di Aguapeí                           | Brasile/San Paolo                   | 9.043        |
| Rifugio della Vida selvatica del Pantanal Paulista | Brasile/San Paolo                   | 15.960       |
| Riserva ecologica di Cisalpina                     | Brasile/Mato Grosso do Sul          | 12.000       |
| Stazione ecologica Mico-Leão-Preto                 | Brasile/San Paolo                   | 6.677        |
| Riserva nazionale di Mbaracayú                     | Paraguay                            | 64.000       |
| Riserva di gestione controllata di San Rafael      | Paraguay                            | 78.000       |
| Parque Nacional Iguazú                             | Argentina                           | 54.380       |
| Parco provinciale Urugua-í                         | Argentina                           | 84.000       |
| Parco provinciale Puerto Penísula                  | Argentina                           | 6.800        |
| Parco provinciale Esmeralda                        | Argentina                           | 31.619       |
| Parco provinciale Valle del Arroyo Cuña-Pirú       | Argentina                           | 12.495       |
| Riserva nazionale Papel Misionero                  | Argentina                           | 10.397       |